# キャメロット・ガーデンの少女
『キャメロット・ガーデンの少女』（原題: Lawn Dogs）は、1997年のイギリス映画。

## ストーリー
10歳の少女デヴォンはケンタッキー州の裕福な住人が住むキャメロット・ガーデンに引っ越して来た。しかし、デヴォンは偽善的な住人達と馴染めずにいた。ある日、森の中でトレーラーに暮らす青年トレントと出会う。

## キャスト
| 役名                   | 俳優                         | 日本語吹替 |
| ---------------------- | ---------------------------- | ---------- |
| デヴォン・ストッカード | ミーシャ・バートン           | 伊藤実華   |
| トレント               | サム・ロックウェル           | 平田広明   |
| クレア・ストッカード   | キャスリーン・クインラン     | 土井美加   |
| モートン・ストッカード | クリストファー・マクドナルド | 中村秀利   |
| ナッシュ               | ブルース・マッギル           | 福田信昭   |
| ショーン               | エリック・メビウス           | 辻谷耕史   |
| ブレット               | デヴィッド・バリー・グレイ   |            |
| パム                   | アンジー・ハーモン           |            |